# Chyše
Chyše (německy Chiesch) je město v okrese Karlovy Vary v Karlovarském kraji (je to nejvýchodnější obec kraje). Včetně místních částí zde žije 583 obyvatel.

## Název
Název města je odvozen ze staročeského slova chyšě, které označovalo chatrč, dům nebo domek. V historických pramenech se jméno objevuje ve tvarech: His (1169), Kis (1192), Chiss (1219, 1291, 1369), His (1225), Kysch (1239), Chysch (1254), Chys (1384–1405), „in Chyssech“ (1457), „k Chýším“ (1503), „z města Chýš, v Chýšech“ (1522), z Chyš (1539), Chysse (1579, 1664), Kiesch, Khiesch a Chiesch (1651) a Chýše nebo Chiesch (1854). Název je v množném čísle a skloňuje se podle vzoru růže, tedy z Chyší, k Chyším, v Chyších, za Chyšemi. Podle pravidel českého pravopisu je Chyše výhradně v jednotném čísle.

## Historie
První písemná zmínka o Chyších pochází z roku 1169. Roku 1473 bylo sídlo poprvé označeno jako městečko a o deset let později jako město. V letech 1938 až 1945 byly Chyše v důsledku uzavření Mnichovské dohody přičleněny k nacistickému Německu.

## Přírodní poměry
V geologickém podloží Chyší se nacházejí neoproterozoické metamorfované horniny zastoupené fylitem. Podél vodních toků fylit překrývají kvartérní nezpevněné a smíšené sedimenty. V části katastrálního území severně od železniční trati se vyskytují karbonské arkózovité pískovce, valounové pískovce a slepence. Na ně směrem k severozápadu navazují svahy Doupovských hor tvořené miocenním analcimitem. K západnímu okraji Nové Teplice zasahují pyroklastické napadávky doupovského centra.
Jihovýchodně od města se údolí Střely zužuje na šířku sta metrů. Na pravé straně údolí se nachází několik řad skalních srubů s výškou až patnáct metrů. Tvoří je biotitický fylit proložený pásky a čočkami křemene s mocností do dvaceti centimetrů.
Město, včetně části Chýšky, stojí v nejvýchodnějším výběžku Tepelské vrchoviny, konkrétně v podcelku Žlutická vrchovina a okrsku Bochovská vrchovina. Do katastrálního území Chyše na severu zasahují Doupovské hory (okrsek Rohozecká vrchovina) a na východě a jihu také Rakovnická pahorkatina (podcelek Žihelská pahorkatina a okrsek Rabštejnská pahorkatina). Hranice mezi Tepelskou vrchovinou a Rakovnickou pahorkatinou vede na jihu přibližně podél toku Střely a na východě od úpatí vrchu Vyhlídka podél drobného bezejmenného potoka směrem k severu.
Z půdních typů v okolí města převažuje kambizem modální. Podél drobných vodních toků se vyvinul glej modální a údolní nivu Střely pokrývá fluvizem modální. V prostoru východně a především severovýchodně od Chýšek se vyskytuje hnědozem luvická.
Podél jižního okraje zástavby a východního okraje Chýšek vede hranice přírodního parku Horní Střela, ale samotné město stojí mimo park.

## Obyvatelstvo
Při sčítání lidu v roce 1921 zde žilo 1 126 obyvatel (z toho 531 mužů), z nichž bylo 72 Čechoslováků, 1 046 Němců a osm cizinců. Převládala výrazná římskokatolická většina, ale šest lidí bylo evangelíky, dvacet židy a tři lidé byli bez vyznání. Podle sčítání lidu z roku 1930 mělo město 1 211 obyvatel: 101 Čechoslováků, 1099 Němců a jedenáct cizinců. Většina se hlásila k římskokatolické církvi, ale žilo zde také třináct evangelíků, pět členů církve československé, 22 židů a šestnáct lidí bez vyznání.
|                                                            | 1869  | 1880  | 1890  | 1900  | 1910  | 1921  | 1930  | 1950 | 1961 | 1970 | 1980 | 1991 | 2001 | 2011 | 2021 |
| ---------------------------------------------------------- | ----- | ----- | ----- | ----- | ----- | ----- | ----- | ---- | ---- | ---- | ---- | ---- | ---- | ---- | ---- |
| Obyvatelé                                                  | 1 482 | 1 572 | 1 321 | 1 313 | 1 309 | 1 126 | 1 211 | 710  | 653  | 596  | 563  | 545  | 500  | 481  | 461  |
| Domy                                                       | 232   | 238   | 222   | 219   | 213   | 217   | 241   | 188  | 208  | 144  | 137  | 154  | 156  | 166  | 180  |
| Počet domů z roku 1961 zahrnuje domy všech místních částí. |       |       |       |       |       |       |       |      |      |      |      |      |      |      |      |

## Městská správa
Od 22. června 2007 byl obci vrácen status města.

### Místní části
- Číhání
- Čichořice
- Dvorec
- Chyše
- Chýšky
- Jablonná
- Luby
- Podštěly
- Poříčí
- Radotín
- Žďárek

Od 1. července 1965 do 31. prosince 1972 k městu patřila i Mokrá.

### Městské symboly
Dne 25. dubna 2018 bylo schváleno usnesením výboru pro vědu, vzdělání, kulturu, mládež a tělovýchovu Poslanecké sněmovny Parlamentu České republiky udělení vlajky obce. Znak města je historický, vlajka byla městu udělena rozhodnutím předsedy Poslanecké sněmovny Parlamentu České republiky dne 3. května 2018.

## Doprava
Městem vede silnice II/226 v úseku z Lubence do Žlutic, na kterou se v něm napojuje silnice II/194 do Valče a Podbořanského Rohozce. Na severním okraji města stojí železniční stanice Chyše na trati Rakovník – Bečov nad Teplou. Městem také vede žlutě značená turistická trasa z Kračína směrem k Vladaři a kříží se v něm cyklotrasy č. 35 a 39, které dále pokračují do Žlutic, Valče a k Rabštejnu nad Střelou.

## Společnost
Ve dnech 24.–26. června 2022 se na chyšském zámku poprvé uskutečnilo setkání neuznaných národů, tzv. mikronárodů. Setkání, známé jako Micro Euro Summit, se konalo znovu ve dnech 14.–16. července 2023 a 19.–21. července 2024.

## Pamětihodnosti
- Zámek Chyše – původně hrad přestavěný barokně a znovu v devatenáctém století ve stylu anglické gotiky
- Kostel Povýšení svatého Kříže (nebo také kostel Zvěstování Panny Marie) – bazilika z přelomu 17.–18. století Na oltáři je obraz Umírající vykupitel od Josefa Hellicha.[25] Ke kostelu vede Křížová cesta z roku 1863
- Klášter karmelitánů – barokní z roku 1693. Založen Michnou z Vacínova, který chtěl na svém panství posílit katolickou víru, a zrušen císařem Josefem II. Po druhé světové válce zde byl internát.
- Kostel Jména Panny Marie – klášterní kostel s oltářním obrazem od Petra Brandla
- Židovský hřbitov
- Zbytky městského opevnění a synagogy
- Kříž u kašny
- Socha Panny Marie Immaculaty
- Kašna na náměstí
- kaple svaté Anny
- Asi jeden kilometr jihozápadně od vesnice se nachází hradiště Chyše osídlené v době halštatské a hradištní[26]
- Jihovýchodně od města se na okraji údolí Střely na fylitových skalách nachází Schillerova vyhlídka, přístupná po žlutě značené turistické trase.[9]

## Osobnosti
- Šimon Vokáč z Chyše (1580–1621), pražský měšťan a radní popravený za účast na stavovském povstání
- Jan Nepomuk Lažanský z Bukové (1774–1830), šlechtic a politik
- Franz Brehm (1861–1941), starosta a čestný občan Chyše
- Dionýsius Heger (1887–1945), člen cisterciáckého řádu
- Karel Čapek v Chyši roku 1919 učil mladého Prokopa IV. Lažanského, posledního zástupce rodu v Chyši
- Eddy Fischer (1916–1992), německý jevištní sochař
- Angelika Cawdor Lažanská (* 1944), britská šlechtična
- Herbert Zimmermann (* 1944), německý neurolog a vysokoškolský učitel
- Josef Váňa (* 1952), osminásobný vítěz Velké pardubické